# James Butler, II conde de Ormond
James Butler, II conde de Ormond (4 de octubre de 1331  18 de octubre de 1382) fue miembro de la nobleza irlandesa. Fue Lord Justicia de Irlanda en 1359, 1364, y 1376, y un dirigente político dominante en la Irlanda de las décadas de 1360 y 1370.
Hijo de James Butler, conde de Ormond y Lady Eleanor de Bohun, James nació en el castillo de Kilkenny y fue dado en guardia en septiembre de 1344, a Maurice Fitzgerald, conde de Desmond por el precio de 2306 marcos; y después a Sir John Darcy que le casó con su hija Elizabeth. Fue conocido como el Conde Noble, siendo bisnieto, a través de su madre, de Eduardo I de Inglaterra. Murió en Knocktopher Castle en Kilkenny, Leinster, Irlanda.

## Carrera
En 1362, masacró a 600 hombres de los Mac Murrough en Teigstaffen (Condado Kilkenny). El 22 de abril de 1364, fue nombrado Diputado de Irlanda por Lionel de Antwerp, duque de Clarence: Clarence, desde su llegada a Irlanda, confió plenamente en él, y durante unos años fue prácticamente todopoderoso. En los años 1360 tuvo enfrentamientos con Maurice FitzGerald, IV conde de Kildare. En 1364 la Cámara irlandesa de los comunes envió una delegación a Inglaterra, encabezada por Kildare, para protestar por el desgobierno, y para pedir la expulsión de los cargos "corruptos", algunos de los cuales tenían vínculos con Ormond. Se expulsó a varios de estos oficiales, pero la posición de Ormond no se vio amenazada seriamente.
Fue Lord Justicia por 24 de julio de 1376, con un salario de £500 al año, cargo que renovó con Ricardo II de Inglaterra. El 2 de abril de 1372, fue hecho condestable de Castillo de Dublín, con el coste de £18 5s. al año. Fue convocado a los Parlamentos celebrados por Ricardo II.
Murió el 18 de octubre de 1382 en su castillo de Knocktopher (cerca del cual había fundado en 1356 un monasterio Carmelita). Esté enterrado en la catedral de St. Canice, Kilkenny.

## Matrimonio y descendencia
El 15 de mayo de 1346, se casó con Elizabeth Darcy, hija de Sir John Darcy, Caballero de Knaith (otro Lord Justiciar de Irlanda) y Joan de Burgh. Tuvieron cinco hijos:
- James Butler, III conde de Ormond (1362–1405).
- Thomas Butler, Justicia de Cork 1359–1396
- Eleanor Butler 1350–1392, casada con Gerald FitzGerald, III conde de Desmond
- Joan Butler 1360–1393 (peste) casada con Teige O'Carroll, Príncipe de Éile
- Ralph Butler 1356–1367